# 이스코
프란시스코 로만 알라르콘 수아레스(스페인어: Francisco Román Alarcón Suárez, 1992년 4월 21일, 안달루시아 지방 베날마데나 ~)는 흔히 이스코(스페인어: Isco ˈisko[*])로 알려진 스페인의 축구 선수로, 레알 베티스에서 공격형 미드필더로 활약하고 있다.
그는 발렌시아의 발렌시아 B 소속으로 주로 활약한 후, 2011년에 말라가로 갔다. 그는 말라가에서의 활약으로 2012년에 골든 보이상의 주인이 되었고, 2013년 6월에는 €30M에 레알 마드리드에 합류했다.
이스코는 다양한 연령대의 스페인 청소년 국가대표팀 일원이었고, 2012년 하계 올림픽에도 참가했었으며, 2013년에는 처음으로 성인 국가대표팀 첫 경기를 뛰었다.

## 구단 경력

### 발렌시아
이스코는 안달루시아 지방 말라가 주 베날마데나 출신이다. 유년 시절, 그는 베나미엘에서 활동했었는데, 그는 여기서 현재 발렌시아 B에 소속한 찰리 이앤슨과 함께 했었다.
발렌시아의 유소년 아카데미 출신으로, 이스코의 1군 첫 경기는 2010년 11월 11일, 로그로녜스와의 2010-11 시즌 코파 델 레이 경기였고, 그는 두 골을 기록해 안방에서의 4-1 대승을 도왔다. 그 전에 그는 세군다 디비시온 B에 속한 발렌시아 B에서 한 시즌을 보냈었는데, 26번의 경기에 1골을 넣었지만, 강등으로 시즌이 끝났다.
2010년 11월 14일, 이스코는 첫 라 리가 경기에 나갔는데, 2-0으로 이긴 헤타페와의 안방 경기에서 아리츠 아두리스와 교체로 들어갔다.

### 말라가
2011년 7월 중순, 15골로 발렌시아 B의 3부 리그 승격을 도운 후, 이스코는 인수 조항 대로 €6M을 지불한 말라가와 5년 계약을 체결했다. 2011년 11월 21일, 3-1로 이긴 라싱 산탄데르전에서 말라가에서의 첫 골을 기록했다. 그는 2-1로 이긴 비야레알과의 그 다음 주 경기에서도 1골을 추가했고, 첫 시즌에 32경기에 나서서 5골을 기록하였는데, 소속 구단은 사상 첫 UEFA 챔피언스리그 진출에 성공했다.
2012년 9월 18일, 말라가의 UEFA 챔피언스리그 조별 리그 경기에서, 이스코는 골망을 두 번 흔들어 제니트와의 안방 경기에서 3-0 승리를 견인하고, 경기 최우수 선수로도 선정되었다. 12월 22일, 그는 3-2로 이긴 레알 마드리드와의 라 로살레다 경기에서 선제골을 넣었고, 말라가는 안방에서 29년만에 레알 마드리드를 상대로 승리를 거두었다. 12월, 그는 스테판 엘 샤라위와 티보 쿠르투아를 제치고 골든 보이로 선정되었다.
2013년 1월 28일, 말라가와 새 계약을 체결하면서 향후 이적에 관한 소문을 종식시켰고, 그의 인수 조항에 붙은 금액은 €35M으로 증가했다. 그는 3월 13일 11호골을 넣었는데, 포르투와의 UEFA 챔피언스리그 안방 경기에서 승리해 앞서 포르투갈 원정에서 0-1로 진 것을 설욕하고 대회 8강에 올라섰다.

### 레알 마드리드

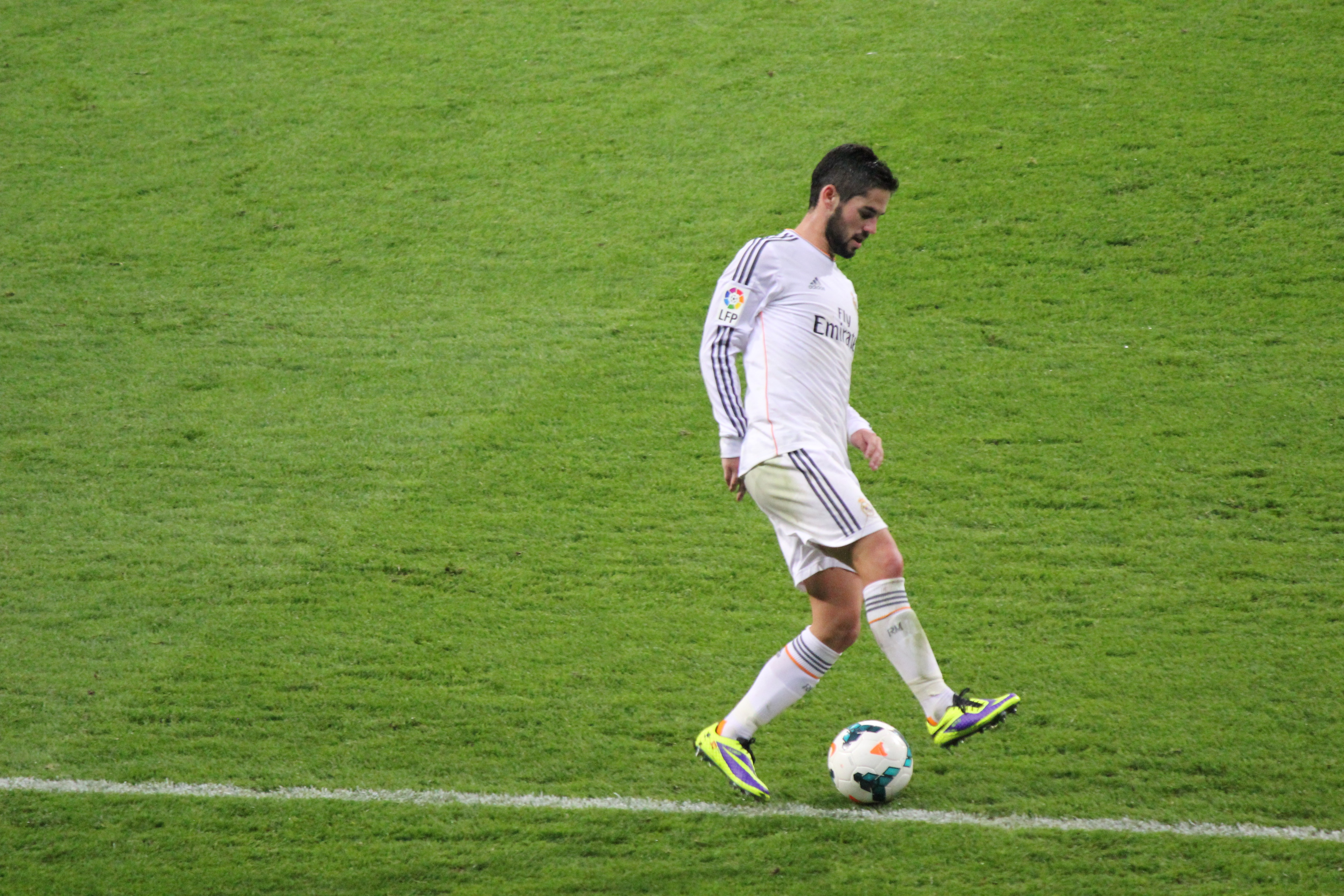
2013년, 레알 마드리드에서 활약하는 이스코

2013년 6월 17일, 이스코는 자신이 레알 마드리드와 마누엘 페예그리니 말라가 전 감독이 새로이 지휘봉을 잡은 맨체스터 시티로부터 이적 제의를 받았다고 확인시켰지만, UEFA U-21 축구 선수권 대회 결승전 이후에 최종 결정을 내릴 것이라고 선언했다. 6월 26일, 플로렌티노 페레스 레알 마드리드 회장은 선수와의 협상이 마무리되었고, 의료 검진을 통과하는 대로 다음 주 구단 입단식에 모습을 드러낼 것임을 확인시켰다. 그 다음 날, 그는 5년 계약을 맺었고, 레알 마드리드는 €30M에 그를 영입해, 카를로 안첼로티 신임 감독 체제의 첫 영입 선수가 되었다.
2013년 8월 18일, 이스코는 머랭 (Merengues) 소속으로의 첫 공식 경기인 레알 베티스와의 안방 경기에서 도움과 결승골을 기록해 2-1 승리를 견인했는데, 후자의 결승골은 85분에 머리로 기록했다. 그는 계속해서 기량을 과시했는데, 9월 1일 아틀레틱 빌바오전에서는 두 골을 추가했다. (최종적으로 3-1 승리를 거두고, 이 경기도 산티아고 베르나베우 안방 경기였다.)
출전 시, 대체로 득점을 올렸지만, 이스코는 1군의 4-3-3 형태에 맞지 않아 기회가 별로 없었지만, 안첼로티는 이를 "잠시동안의 문제"라고 의견의 표했다. 그는 첫 시즌에 53번의 공식 경기에서 11골을 넣었는데, 이 중 아틀레티코 마드리드에 4-1로 이긴 UEFA 챔피언스리그 결승전에서는 61분을 출전했다.
이스코는 2014-15 시즌을 레알 소시에다드전에 처음 나서는 것으로 시작했고, 2014년 12월 12일, 알메리아전에서는 선제골을 넣어 4-1 승리에 일조했다. 그는 FIFA 클럽 월드컵을 우승하는 과정에서 주전으로 활약했고, 4-0으로 이긴 크루스 아술과의 준결승전에서는 득점도 기록했다. 그는 자신의 활약상으로 많은 찬사를 받았고, 지네딘 지단과도 비교되었는데, 이는 프랑스인 거물이 스스로 언급한 것이다.
2015-16 시즌을 앞두고 이스코의 등번호가 23번에서, 말라가 시절 활용했던 22번으로 변경되었다. 2015년 11월 21일, 레알 마드리드는 바르셀로나와의 고전 더비 안방 경기에서 0-4로 대패했는데, 그는 84분에 네이마르에게 범한 반칙으로 퇴장당했다. 12월 2일, 3-1로 이긴 카디스와의 국내 컵 대회 32강 1차전에서, 이스코는 2번 골을 넣었다. 그는 UEFA 챔피언스리그 2015-16을 우승하는 과정에서 몇 번의 경기에 선발로 출전하기도 했다.
2017년 2월 11일, 이스코는 3-1로 이긴 오사수나와의 원정 경기에서 레알 마드리드의 시즌 100호골 주인공이 되었다.
그는 2016-17 시즌에 30번 출전해 레알 마드리드의 라 리가 우승에 공헌했다. 그는 마드리드가 4-1로 이긴 유벤투스와의 UEFA 챔피언스리그 결승전에도 선발로 출전했다.
2017년 8월 8일, 이스코는 UEFA 슈퍼컵 2017에서 득점을 신고해 레알 마드리드가 맨체스터 유나이티드를 2-1로 꺾을 수 있게 도왔다. 그는 이 경기에서의 활약을 펼쳐 최우수 선수로 선정되었다. 2017년 9월 14일, 그는 2022년 6월까지 유효한 레알 마드리드 연장 계약서에 서명했다.
2022년 6월 1일, 레알 마드리드는 공식 홈페이지를 통해 이스코가 계약 만료로 팀을 떠날 것이라고 발표했다.

### 세비야
2022년 8월 8일, 세비야와 2년 계약을 맺으며 입단했다.
2022년 12월 21일, 상호 합의 하에 계약해지를 하였다.

### 베티스
2023년 7월 26일, 이스코는 1년 계약으로 레알 베티스에 합류했다. 2023년 8월 13일, 라 리가 개막전에서 이스코는 빌라레알과 맞서 베티스를 위한 첫 경기를 치뤘다. 그 후, 8월 28일에는 베티스가 아틀레틱 빌바오와 경기할 때 첫 골을 넣었으며, 1년 동안 득점 대장에서 멀어져있던 기간을 마감했다. 그러나 그의 골에도 불구하고, 베티스는 4-2로 패배했다. 2023년 12월 28일, 이스코는 베티스와의 계약을 2027년 6월까지 연장했다.

## 국가대표팀 경력

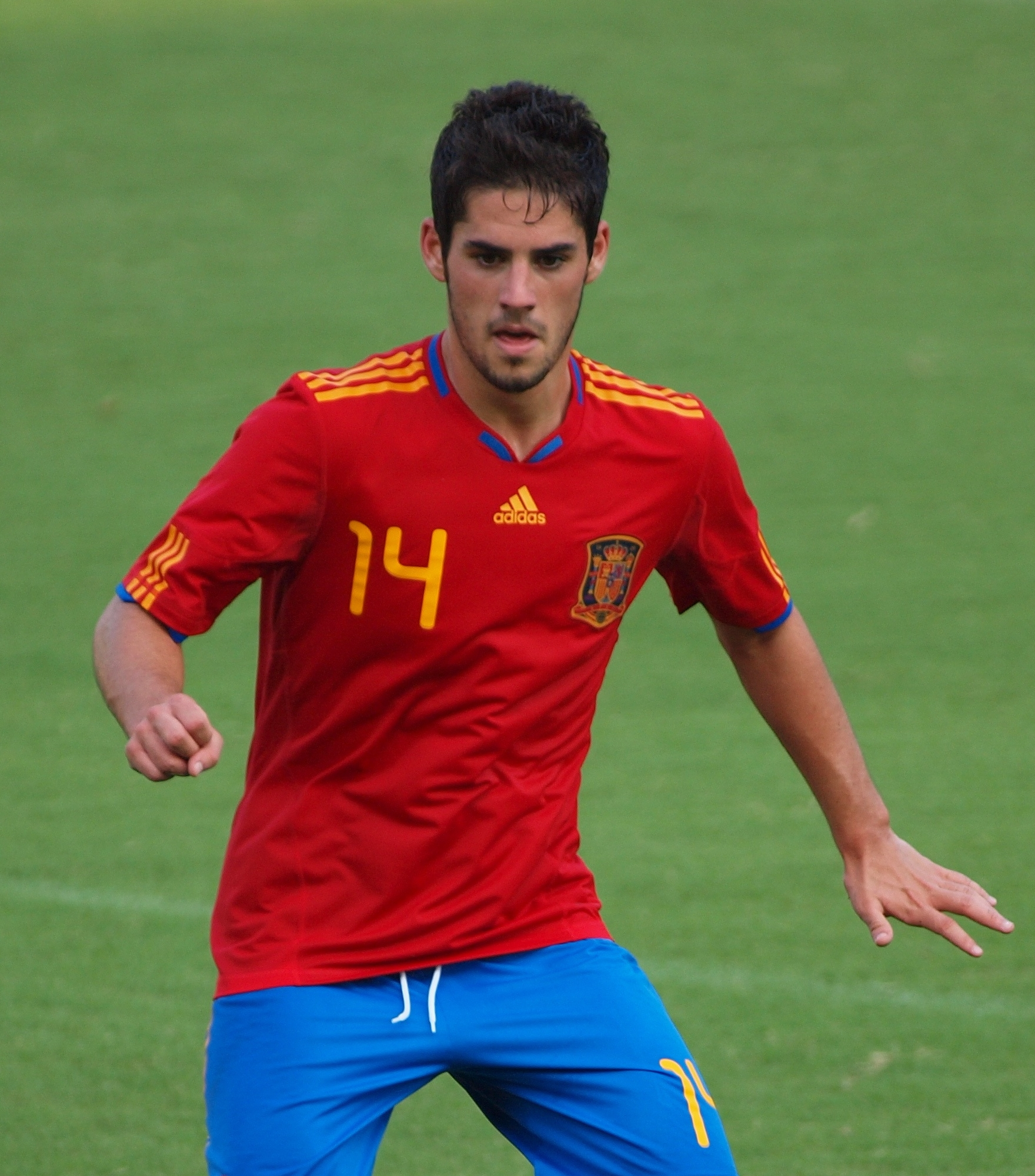
2010년의 이스코

이스코는 2009년 FIFA U-17 월드컵에서 스페인 U-17 국가대표로 출전해 3골을 넣었으며, 최종적으로 3위의 성적을 거두었다. 2011년에도 자국 U-20 국가대표로 콜롬비아에서 열린 FIFA U-20 월드컵에 말라가 동료 레시오와 나서서 한 골을 기록하기도 했지만, 8강에서 떨어졌다.
2012년 2월 28일, 이스코는 이집트와의 친선경기를 위해 스페인 U-23 대표팀에 차출되었지만, 출전하지 못했다. 5월 15일, 그는 세르비아와 대한민국과의 친선경기를 목적으로 성인 국가대표팀에 처음으로 차출되었으나, 두 경기 모두 결장했다. 7월, 그는 런던 올림픽에 스페인 U-23 국가대표로 출전해 스페인이 참가한 세 경기에 모두 나섰지만, 스페인은 무득점으로 일찍 탈락했다.
2013년 2월 6일, 이스코는 3-1로 이긴 우루과이와 카타르 도하에서 벌인 친선경기에서 막판 30분가 뛰어 성인 국가대표팀 첫 경기를 치렀다. 그는 이스라엘에서 열린 그 해 UEFA U-21 축구 선수권 대회에 출전했고, 결승전에서는 골도 넣어 대회를 득점 3위, (3골) 대회 최우수 선수, 그리고 대회 우승으로 마무리했다.
2014년 11월 15일, 이스코는 우엘바에서 열린 벨라루스와의 UEFA 유로 2016 예선전 경기에서 선제골을 넣어 3-0 승리에 공헌했다.
2018년 3월 27일, 이스코는 스페인 국가대표 경기에서 처음으로 해트트릭에 성공했는데, 아르헨티나를 상대로 3골을 넣어 친선경기를 6-1 대승으로 끝냈다.

## 플레이스타일

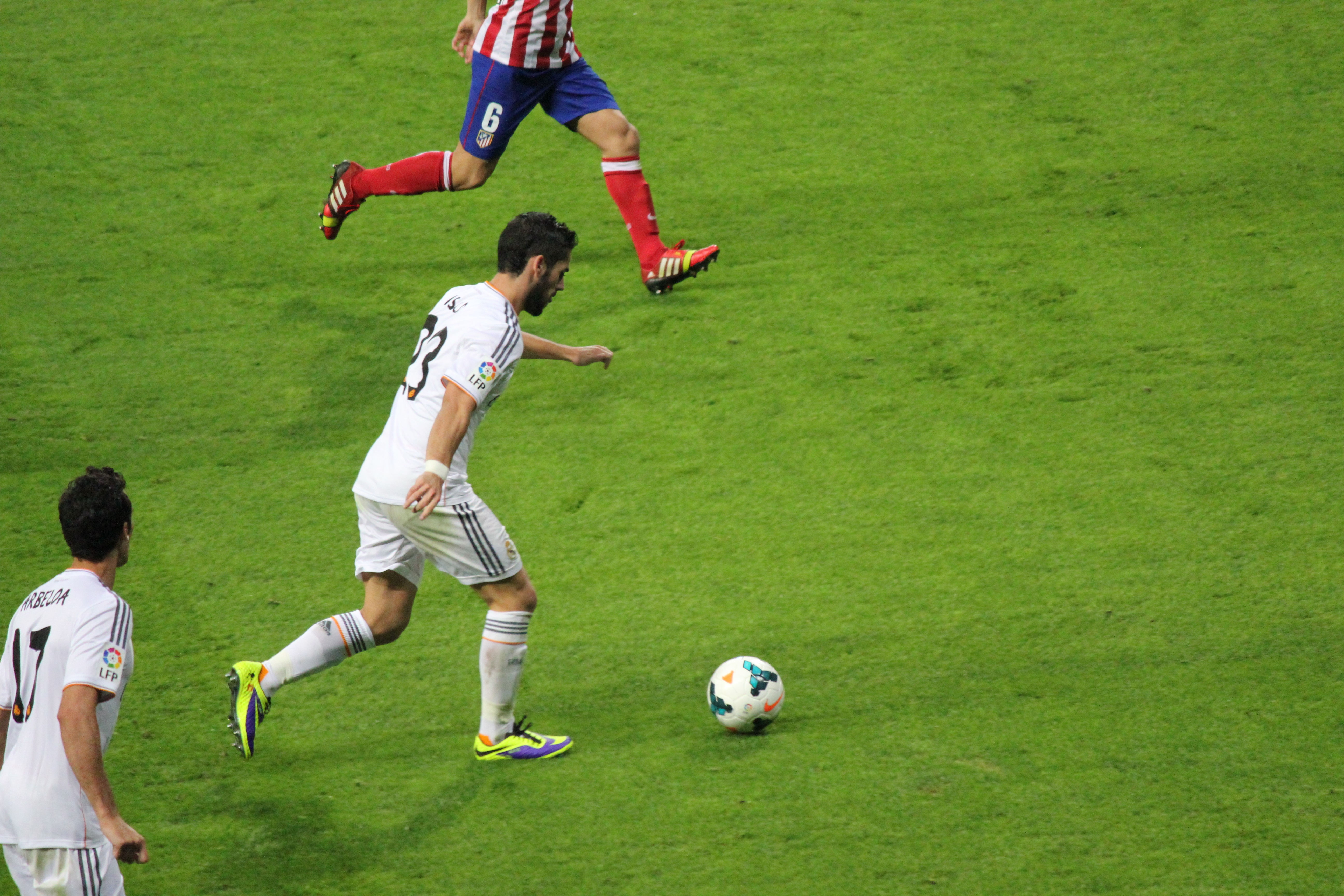
이스코는 드리블 능력으로 잘 알려져 있다.

이스코는 공격형 미드필더나 두 번째 공격수로 처음에 활약했었다: 말라가에선느 마누엘 페예그리니 감독의 지도 하에 4-2-3-1 배치 형태에서 공격의 임무를 맡기도 했다. 레알 마드리드 이적 후, 카를로 안첼로티 감독은 그를 중원 후방의 플레이메이커 역할을 수행케 해 본래 주로 맡던 임무보다 더 많은 희생 정신과 수비 의무를 지게 했다. 그는 측면 공격수로 배치되기도 했다.
기술력이 넘치고 창조적인 선수로, 이스코는 천부적으로 정확한 패스를 하는 것으로 알려졌고, 무심코 공을 끌고 두 번 혹은 세 번의 수비까지 제치고 슛을 날려 위쪽 구석의 골망을 가르기도 한다. 그는 경기를 한 치 앞서 읽을 수 있는데, 공간과 자기 동료의 활약을 예상할 수 있는 것이 그의 특기이다.
2013년, 이스코는 파블로 폴로 마르카 기자로부터 "스페인 축구의 가장 유망한 신예"로 찬사를 받았고, 그의 힘, 기술, 세르히오 아궤로와 같은 낮은 무게 중심, 그리고 지네딘 지단과 같은 시야와 패스 능력을 견주어 보았다. 이케르 카시야스 레알 마드리드 주장은 2015년에 이스코가 스페인의 기둥과도 같은 선수가 될 것이라 예상했다.

## 경력 통계

### 클럽
2025년 5월 15일 기준
| 클럽          | 시즌      | 리그 | 리그 | 컵   | 컵 | 대륙 | 대륙 | 기타1 | 기타1 | 합계 | 합계 |
| 클럽          | 시즌      | 출장 | 골   | 출장 | 골 | 출장 | 골   | 출장  | 골    | 출장 | 골   |
| ------------- | --------- | ---- | ---- | ---- | -- | ---- | ---- | ----- | ----- | ---- | ---- |
| 발렌시아 B    | 2009-10   | 26   | 1    |      |    |      |      |       |       | 26   | 1    |
| 발렌시아 B    | 2010-11   | 26   | 15   |      |    |      |      | 2     | 0     | 28   | 15   |
| 발렌시아      | 2010–11   | 4    | 0    | 1    | 2  | 2    | 0    |       |       | 7    | 2    |
| 말라가        | 2011–12   | 32   | 5    | 3    | 0  |      |      |       |       | 35   | 5    |
| 말라가        | 2012–13   | 37   | 9    |      |    | 10   | 3    |       |       | 47   | 12   |
| 말라가        | 합계      | 69   | 14   | 3    | 0  | 10   | 3    |       |       | 82   | 17   |
| 레알 마드리드 | 2013–14   | 32   | 8    | 9    | 0  | 12   | 3    |       |       | 53   | 11   |
| 레알 마드리드 | 2014–15   | 34   | 4    | 4    | 1  | 11   | 0    | 4     | 1     | 53   | 6    |
| 레알 마드리드 | 2015–16   | 31   | 3    | 1    | 2  | 11   | 0    |       |       | 43   | 5    |
| 레알 마드리드 | 2016–17   | 30   | 10   | 4    | 0  | 6    | 1    | 2     | 0     | 42   | 11   |
| 레알 마드리드 | 2017–18   | 30   | 7    | 4    | 1  | 11   | 0    | 4     | 1     | 49   | 9    |
| 레알 마드리드 | 2018-19   | 27   | 3    | 4    | 2  | 4    | 1    | 2     | 0     | 37   | 6    |
| 레알 마드리드 | 2019-20   | 23   | 1    | 1    | 0  | 4    | 1    | 2     | 1     | 30   | 3    |
| 레알 마드리드 | 2020-21   | 25   | 0    | 1    | 0  | 3    | 0    |       |       | 29   | 0    |
| 레알 마드리드 | 2021-22   | 14   | 1    | 3    | 1  |      |      |       |       | 17   | 2    |
| 레알 마드리드 | 합계      | 246  | 37   | 31   | 7  | 62   | 6    | 14    | 3     | 353  | 53   |
| 세비야        | 2022-23   | 12   | 0    | 1    | 0  | 6    | 1    |       |       | 19   | 1    |
| 레알 베티스   | 2023-24   | 29   | 8    | 1    | 0  | 6    | 1    |       |       | 36   | 9    |
| 레알 베티스   | 2024-25   | 20   | 9    | 2    | 1  | 8    | 2    |       |       | 30   | 12   |
| 레알 베티스   | 합계      | 49   | 17   | 3    | 1  | 14   | 3    |       |       | 66   | 21   |
| 경력 합계     | 경력 합계 | 432  | 84   | 39   | 10 | 94   | 13   | 16    | 3     | 581  | 110  |

1 수페르코파 데 에스파냐, UEFA 슈퍼컵 및 FIFA 클럽 월드컵 경기 포함

### 국가대표팀
2019년 6월 10일 기준
| 2013 | 2  | 0  |
| 2014 | 4  | 1  |
| 2015 | 6  | 0  |
| 2016 | 5  | 1  |
| 2017 | 7  | 5  |
| 2018 | 2  | 3  |
| 2019 | 2  | 0  |
| 합계 | 38 | 12 |

### 국가대표팀 득점 기록
아래의 점수에서 왼쪽의 점수가 스페인의 점수이다.
| #   | 날짜             | 경기장                                           | 상대         | 점수 | 최종 결과 | 대회                      |
| --- | ---------------- | ------------------------------------------------ | ------------ | ---- | --------- | ------------------------- |
| 1.  | 2014년 11월 15일 | 에스타디오 누에보 콜롬비노, 우엘바               | 벨라루스     | 1–0  | 3–0       | UEFA 유로 2016 예선전     |
| 2.  | 2016년 11월 15일 | 웸블리 스타디움, 런던                            | 잉글랜드     | 2–2  | 2–2       | 친선경기                  |
| 3.  | 2017년 3월 24일  | 엘 몰리논, 히혼, 스페인                          | 이스라엘     | 4–1  | 4–1       | 2018년 FIFA 월드컵 예선전 |
| 4.  | 2017년 9월 2일   | 에스타디오 산티아고 베르나베우, 마드리드, 스페인 | 이탈리아     | 1–0  | 3–0       | 2018년 FIFA 월드컵 예선전 |
| 5.  | 2017년 9월 2일   | 에스타디오 산티아고 베르나베우, 마드리드, 스페인 | 이탈리아     | 2–0  | 3–0       | 2018년 FIFA 월드컵 예선전 |
| 6.  | 2017년 9월 5일   | 라인파르크 슈타디온, 파두츠, 리히텐슈타인        | 리히텐슈타인 | 4–0  | 8–0       | 2018년 FIFA 월드컵 예선전 |
| 7.  | 2017년 10월 6일  | 에스타디오 호세 리코 페레스, 알리칸테, 스페인    | 알바니아     | 2–0  | 3–0       | 2018년 FIFA 월드컵 예선전 |
| 8.  | 2018년 3월 27일  | 완다 메트로폴리타노, 마드리드, 스페인            | 아르헨티나   | 2–0  | 6–1       | 친선경기                  |
| 9.  | 2018년 3월 27일  | 완다 메트로폴리타노, 마드리드, 스페인            | 아르헨티나   | 3–1  | 6–1       | 친선경기                  |
| 10. | 2018년 3월 27일  | 완다 메트로폴리타노, 마드리드, 스페인            | 아르헨티나   | 6–1  | 6–1       | 친선경기                  |
| 11. | 2018. 6. 25      | 칼리닌그라드 스타디움, 칼리닌그라드, 러시아      | 모로코       | 1-1  | 2-2       | 2018 FIFA 월드컵          |
| 12. | 2018. 9. 11      | 마누엘 마르티네스 발레로, 엘체, 스페인           | 크로아티아   | 6-0  | 6-0       | 2018-19 UEFA 네이션스리그 |

## 수상

#### 레알 마드리드
- 라 리가: 2016–17, 2019–20, 2021–22
- 코파 델 레이: 2013–14[61]
- 수페르코파 데 에스파냐 : 2017, 2020, 2022
- UEFA 챔피언스리그: 2013–14,[24] 2015–16,[32] 2016-17, 2017-18
- UEFA 슈퍼컵: 2014,[62] 2016, 2017
- FIFA 클럽 월드컵: 2014, 2016, 2017, 2018

#### 스페인
- UEFA U-21 축구 선수권 대회: 2013[19]

### 개인
- 골든 보이상: 2012[63]
- 라 리가 올해의 도약 선수: 2012[64]
- UEFA U-21 축구 선수권 대회 대회의 팀: 2013[48]
- UEFA U-21 축구 선수권 대회 득점 3위: 2013[47]
- 브라보상: 2013[65]
- UEFA 챔피언스리그 시즌의 스쿼드 : 2016-17[66]
- 라리가 시즌의 팀 15인 : 2023-24
- 라리가 이 달의 선수 : 2024년 4월, 2025년 3월